# Мансур, Ахтар
Ахтар Мансур, также известный как Мулла Ахтар Мансур (пушту ملا اختر منصور‎; 1968, Кандагар — 21 мая 2016, Белуджистан) — лидер Талибана после смерти Муллы Омара. Полевой командир, занимал пост министра гражданской авиации во время правления первого Исламского Эмирата Афганистана.

## Биография

### Смерть
В начале декабря 2015 года появились сообщения о том, что Ахтар Мансур погиб во время перестрелки с другими главарями группировки, но позднее эта информация была опровергнута.
21 мая 2016 года американский беспилотник нанёс ракетный удар по автомобилю, в котором, предположительно, находился Ахтар Мансур. 22 мая информацию о гибели лидера Талибан подтвердили высокопоставленный командир группировки мулла Абдул Рауф и премьер-министр Афганистана Абдулла Абдулла.
Ракетный удар произошёл в приграничном районе между Афганистаном и Пакистаном. В операции участвовали несколько американских беспилотников, их целью был автомобиль с предполагаемыми боевиками.
Преемником Ахтара Мансура на посту лидера движения «Талибан» стал мавлави Хайбатулла Ахундзада.